# Juan Corbarán de Lehet
Juan Corbarán de Lehet, o Leet (Reino de Navarra, último tercio del siglo XIII-1355) fue un ricohombre de Navarra nombrado alférez de Navarra y regente del reino durante la crisis sucesoria de 1328.

Portada del Libro de Armería del Reino de Navarra. El apellido Lehet (o Let). En la descripción se lee:
«La sexta es de Lete, de la quoal descendía Don Juán Corbarán de / Let: tienen por armas, (en) un campo de oro, tres potes a manera como / ollas, más larguitos, como en este escudo van pintados.»

## Biografía
Los Lehet (Leet o Let), procedentes del solar de Lete (Cendea de Iza), era un largo linaje de ricoshombres del reino de Navarra (uno de los doce con más antigüedad), entre sus ascendientes figuran varios miembros homónimos como su abuelo y su padre, hombre al servicio de los monarcas de la Casa de Champaña, que estaba casado con Urraca Vélaz, hija de Vela Ladrón de Guevara. Tuvo un hermano, Martín, que figura como mesnadero de Tierra Estella en 1318.
Juan Corbarán de Leet había casado con Sancha Vallés de Foces, y de su matrimonio nacieron Urraca, Elvira García y Juan Corbarán de Lehet.
Tenía posesiones y dominios en «Anizlarrea (Goizueta), Lesaca y Vera de Bidasoa» y tras su muerte, sus hijas disputaron a la madre «la herencia de las villas de Artazu, Orindoáin, Arzoz, Opacu, Arguiñano y Arizala». La defensa de sus dominios colindantes con la llamada frontera de los malhechores explica que en 1285 el merino de Montañas contara con su ayuda para reunir gente en el valle de Larraún para perseguir a los bandoleros guipuzcoanos que merodeaban por las sierras de Andía y «sacaban de Navarra trigo de contrabando.»
Fue alcaide de la fortaleza de Toro (1315-1320), situada en la planicie situada en la falda meridional de la Sierra de Cantabria, frente a Laguardia, en la Sonsierra navarra, cobrando 13 libras y 65 cahíces.
Tras la batalla de Beotíbar (1321), sucedió en el cargo de alférez del reino al fallecido Martín de Aibar (en 1322 o 1328) y se tienen noticias de que mantuvo el cargo por lo menos hasta 1345-1346.
Al conocerse en Navarra la muerte del rey Carlos I de Navarra, fue uno de los notables del reino, junto a otro ricohombre, Juan Martínez de Medrano, nombrados regentes del reino por la nobleza y las buenas villas reunidas el 13 de marzo de 1328 que habían rechazado al gobernador de Navarra Pedro Remón de Rabastens (1326-1328). Los dos ya habían encabezado la embajada enviada a París para tomar juramento a Felipe II de Navarra como rey. 
Los nuevos monarcas de la Casa de Evreux, Juana II de Navarra y Felipe III de Navarra, lo mantuvieron cerca de la corona como genuino representante de la nobleza navarra de mayor abolengo y los incluyeron en el Consejo de Regencia presidido por el gobernador Enrique de Sully. Sobre él diría el «gobernador de Navarra que llevaba el fuego en una mano y el agua en la otra, al tiempo que le acusaba de ser el principal culpable del alboroto ocurrido en Navarra durante aquel decisivo año» de 1328.
Exento de contribuciones fiscales al monedaje y otros gravámenes, aún estaban al servicio de la corona en 1340 cuando fue enviado a Barcelona para hablar con el rey Pedro IV de Aragón. Y en 1350 Carlos II, «reconociendo los servicios prestados, confirma su título de ricohombre, de la más alta nobleza.»